# Rogoznica Općina
Rogoznica Općina är en stad i Kroatien.   Den ligger i länet Šibenik-Knins län, i den södra delen av landet, 250 km söder om huvudstaden Zagreb. Antalet invånare är 2 391.